# Ernst Blaser

Ernst Blaser (1986)

Ernst Blaser (* 19. November 1922; † 11. August 1994, heimatberechtigt in Zäziwil) war ein Schweizer Agronom und Politiker (SVP, vormals BGB).

## Biografie
Ernst Blaser besuchte die Handelsschule Jomini in Payerne. Von 1943 bis 1947 absolvierte er an der ETH Zürich das Studium zum Agronomen. Von 1952 bis 1969 war er Parteisekretär der Bauern-, Gewerbe- und Bürgerpartei (BGB) des Kantons Bern und Geschäftsführer des Bernischen Bauernverbands (BBV). Von 1958 bis 1969 war er Mitglied des Grossen Rates des Kantons Bern. Von 1969 bis 1986 war er als Nachfolger von Dewet Buri und Vorgänger von Peter Siegenthaler Mitglied des Regierungsrates des Kantons Bern. Von 1970 bis 1972 war er als Nachfolger von Leo Wyl und Vorgänger von Anton Arnold Präsident der Konferenz der Landwirtschaftsdirektoren der Gebirgskantone. Um 1973 bis 1981 war er als Vorgänger von Hanspeter Fischer Präsident der Konferenz der kantonalen Landwirtschaftsdirektoren. Von 1988 bis 1994 war er Verwaltungsratspräsident bei der Versicherungsgesellschaft Schweizer Hagel. Ausserdem war er Präsident der Verwaltung des Schweizerischen Landwirtschaftlichen Technikums und Ehrenmitglied des Schweizerischen Verbands der Ingenieur-Agronomen und Lebensmitteltechnologen (SVIAL).